# 黃餘慶
黃餘慶（15世紀—16世紀），字子積，江西南康府安義縣人，軍籍，明朝政治人物。

## 生平
黃餘慶是嘉靖元年（1522年）壬午科應天鄉試第一百十二名舉人，二十六年（1547年）授高淳知縣，保持禮法，處事認真，多次得上級嘉獎，俸滿赴京後高淳縣民為他設立去思碑及生祠，陞福州通判，就任三個月後因父親去世回鄉，三十五年（1556年）任會試受卷官，起為寧國通判，未到任就丁母憂，服闋後起為廣州通判，為官清正有聲譽，辭官後在家去世。

## 引用
1. 1 2  同治《安義縣志·卷九·人物志》：黃餘慶，布政祺之子，由嘉靖元年舉人授高淳縣令，懍守官箴，厯膺奬保，俸滿赴部，高民為立去思碑，建生祠祀之，陞福州通判，履任甫三月丁父憂，丙辰起復取入會試科場，除寧國府通判，未任丁母憂，服闋除廣州府通判，居官清正，所至有聲，後致政於家卒。 同上（陳志）
2. ↑  光緒《高淳縣志·卷十六·名宦》：黃餘慶，安義人，舉人，嘉靖二十六年任，雅持禮法，舉動不苟。
3. ↑  《嘉靖三十五年會試錄》：嘉靖三十五年會試……受卷官 福建福州府通判黃餘慶 子積，江西安義縣人，壬午貢士